# Guillaume Depardieu
Guillaume Depardieu (París, 7 de abril de 1971-Garches, 13 de octubre de 2008) fue un actor de cine francés. 
Era hijo del actor Gérard Depardieu y la actriz Elisabeth Depardieu, y hermano de las actrices Julie Depardieu y Roxane Depardieu. En 1995 Depardieu tuvo un grave accidente de motocicleta, debido a una maleta que cayó de un vehículo frente a él. Depardieu necesitó numerosas operaciones de cirugía en la rodilla y en el hospital adquirió una infección por Staphylococcus aureus, lo que obligó a la amputación de la pierna dañada en 2003. 
Falleció el 13 de octubre de 2008 
a los 37 años de edad después de contraer una "neumonía fulminante" a los tres días de regresar de un rodaje en Rumania.

## Trayectoria cinematográfica
Depardieu saltó a la fama cinematográfica en 1991, con sólo 20 años, en la película de Alain Corneau, Todas las mañanas del mundo. Recibió el Premio César al mejor actor revelación por Les apprentis en 1995. Versailles, de Pierre Schoeller, fue su última película, que todavía se encontraba en las carteleras de los cines franceses al momento de fallecer.

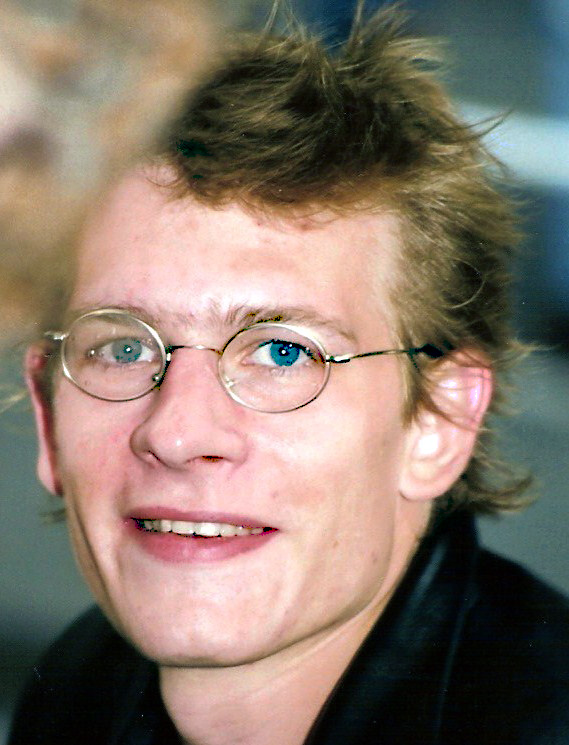
Guillaume Depardieu

## Filmografía
- Todas las mañanas del mundo (1991)
- Marthe  (1997)
- Alliance cherche doigt (1997)
- Comme elle respire (1998)
- Le Comte de Monte Cristo (1998)
- Pola X (1999)
- Elle et lui au 14e étage (2000)
- Les marchands de sable  (2000)
- Aime ton père (2000)
- Amor, curiosidad, prozak y dudas (2001)
- Les Misérables (2001)
- Peau d'ange  (2002)
- Le pharmacien de garde  (2002)
- Après vous... (2003)
- Celibataires (2006)
- Ne touchez pas la hache (2007)
- De la guerre (2008)
- Versailles (2008)
- Stella (2008)
- Au voleur (2009)
- L'enfance d'Icare (2011) -póstumo-